# Comarca de Évora
A comarca de Évora é uma comarca integrada na divisão judiciária de Portugal. Tem sede em Évora.
A comarca abrange uma área de 7 393 km² e tem como população residente 168 034 habitantes (2011).
Integram a comarca de Évora catorze municípios:
- Évora
- Alandroal
- Arraiolos
- Borba
- Estremoz
- Montemor-o-Novo
- Mourão
- Portel
- Redondo
- Reguengos de Monsaraz
- Vendas Novas
- Viana do Alentejo
- Vila Viçosa

A comarca de Évora integra a área de jurisdição do Tribunal da Relação de Évora.